# Joanne (canção)
"Joanne", também conhecida como "Joanne (Where Do You Think You're Goin'?)", é uma canção da cantora norte-americana Lady Gaga, gravada para o seu quinto álbum de estúdio com o mesmo título. A editora discográfica Interscope Records enviou o tema para as rádios italianas a 22 de dezembro de 2017 e lançou posteriormente uma versão tocada em piano em formato formato digital a 26 de janeiro de 2018. A faixa foi premiada na categoria Best Pop Solo Performance da cerimónia de entrega de prêmios Grammy Awards de 2019.

## Faixas e formatos
| Descarga digital |                                                               |         |  |
| N.º              | Título                                                        | Duração |  |
| 1.               | "Joanne (Where Do You Think You're Goin'?)" (Versão em piano) | 4:39    |  |

## Desempenho nas tabelas musicais

### Posições
| Tabela musical (2016-2018)               | Melhor posição |
| ---------------------------------------- | -------------- |
| Canadá - Canadian Digital Songs          | 48             |
| Escócia - Scottish Singles Chart         | 58             |
| Espanha - Physical/Digital Single Top 50 | 14             |
| Estados Unidos - Billboard Digital Songs | 50             |
| França - SNEP                            | 45             |
| Grécia - Digital Singles Chart           | 82             |
| Hungria - Single Top 40                  | 10             |
| Reino Unido - UK Singles Chart           | 154            |